# Gruppo di protezione dei diritti umani di Charkiv
Il Gruppo di protezione dei diritti umani di Charkiv (KhPG) è una delle organizzazioni ucraine per i diritti umani più antiche e attive. Come entità legale, è stata fondata nel 1992, ma dal 1988 lavora come gruppo di protezione dei diritti umani sotto il "Memorial" una prima organizzazione ufficiale per i diritti umani nell'ex Unione Sovietica. Molti membri dell'organizzazione hanno preso parte a un movimento per i diritti umani degli anni '60 -'80.

## Missione legale
- raccolta di informazioni sull'abuso dei diritti umani e invio di tali informazioni a persone, organizzazioni e mass media pertinenti
- svolgimento di indagini pubbliche sulle violazioni dei diritti umani
- illuminismo legale e divulgazione di idee a tutela della legge
- esame delle leggi operative e dei progetti di legge sulla loro conformità alle norme legali internazionali
- fare appello agli uffici legislativi, esecutivi e giudiziari per problemi riguardanti i diritti umani
- avviare e sostenere proteste pubbliche, azioni e conferenze sui problemi dei diritti umani

## Principali attività
- difesa delle persone i cui diritti sono violati da poteri legislativi o pubblici ufficiali (dal 1988)
- creazione e supporto di una rete di informazione per le organizzazioni dei diritti umani (dal 1992)
- preparazione e pubblicazione di una serie di libri di storia dedicati alla resistenza al regime totalitario in URSS (dal 1992)
- propaganda per i diritti umani, tra autorità esecutive e legislative, governi locali, ONG e cittadini interessati (dal 1993)
- educazione ai diritti umani per vari gruppi sociali e professionali (dal 1993)
- creazione e gestione di un centro di accoglienza pubblico e biblioteca con accesso gratuito e facile per tutti i cittadini (dal 1995)
- analisi della situazione dei diritti umani in Ucraina (dal 1995)
- concorsi annuali di saggi sui diritti umani in Ucraina per studenti delle scuole superiori (dal 1996)
- monitoraggio e tutela della libertà di espressione e della privacy (dal 1996)
- monitoraggio e protezione del diritto alla libertà da torture, punizioni crudeli e inusuali (dal 1996)
- analisi della legislazione e delle pratiche legislative relative ai servizi speciali (dal 1996)
- indagare su una storia del movimento dissidente in Ucraina, creando un dizionario biografico di dissidenti e un elenco di persone represse per motivi politici tra il 1953 e il 1988 (dal 1996)
- creazione e supporto della risorsa di informazione «Diritti umani in Ucraina» (www.khpg.org) (dal 2000)
- analisi di discriminazione e disuguaglianza in Ucraina (dal 2002)

## Progetti recenti
- Creazione della biblioteca virtuale dei diritti umani in Ucraina (dicembre 2006 - giugno 2007)
- Creazione di un sistema nazionale per la prevenzione della tortura e dei maltrattamenti in Ucraina (novembre 2006 - gennaio 2008)
- Monitoraggio, difesa e preparazione della relazione regionale e nazionale sui diritti umani "Diritti umani in Ucraina - 2006" (luglio 2006 - giugno 2007)
- Analisi del problema del sovraffollamento nelle strutture di detenzione preliminare (gennaio 2006 - febbraio 2007)
- Monitoraggio, difesa e preparazione della relazione regionale e nazionale sui diritti umani "Diritti umani in Ucraina - 2005" (luglio 2005 - giugno 2006)[1]
- Monitoraggio legale e pubblico della campagna elettorale presidenziale nell'est e nel sud dell'Ucraina e difesa dei diritti degli elettori durante la terza fase delle elezioni (dicembre 2004 - maggio 2005)
- Monitoraggio, difesa e preparazione della relazione regionale e nazionale sui diritti umani "Diritti umani in Ucraina - 2004" (giugno 2004 - aprile 2005)
- Promuovere i diritti umani (febbraio 2005 - gennaio 2008)
- Creazione di meccanismi di cooperazione delle organizzazioni per i diritti umani in Ucraina (agosto 2003 - luglio 2004)
- Campagna contro la tortura e il trattamento crudele in Ucraina (luglio 2003 - luglio 2006)

## Grandi pubblicazioni in inglese
- Access to information and other aspects of freedom of expression and privacy in Ukraine
- The Presidential elections – 2004 in Ukraine: A Human Rights perspective
- Against torture: Review of messages on torture and cruel treatment in Ukraine (June 2001 – December 2002)
- On torture and cruel treatment in Ukraine (1997–2001)